# Vito Taccone
Vito Taccone, nascido a 6 de maio de 1940 em Avezzano e falecido na mesma cidade a 15 de outubro de 2007, foi um ciclista italiano.

## Biografia
Foi profissional de 1961 a 1970 destacando-se como um grande escalador. Foi vencedor em duas ocasiões da classificação da montanha do Giro d'Italia. Também no seu primeiro ano como profissional conseguiu a vitória no Giro de Lombardia.
Faleceu devido a um ataque cardíaco a 15 de outubro de 2007.

## Palmarés
| 1961 - Classificação da montanha do Giro d'Italia , mais 1 etapa - Giro de Lombardia 1962 - Giro del Piemonte 1963 - Giro de Toscana - 2 etapas do Giro di Sardegna - Classificação da montanha do Giro d'Italia , mais 5 etapas 1964 - 1 etapa do Tour de Romandia - 1 etapa do Giro d'Italia - Giro di Campania | 1965 - Milano-Torino 1966 - 1 etapa do Giro d'Italia - 1 etapa da Volta à Suíça - 3º no Campeonato da Itália de ciclismo em estrada 1968 - 2º no Campeonato da Itália de ciclismo em estrada 1969 - 2º no Campeonato da Itália de ciclismo em estrada |

## Resultados nas grandes voltas
| Carreira           | 1961 | 1962 | 1963 | 1964 | 1965 | 1966 | 1967 | 1968 | 1969 | 1970 |
| ------------------ | ---- | ---- | ---- | ---- | ---- | ---- | ---- | ---- | ---- | ---- |
| Giro d'Italia      | 15º  | 4º   | 6º   | Ab.  | 6º   | 9º   | Ab.  | 15º  | 13º  | 15º  |
| Tour de France     | -    | -    | -    | Ab.  | -    | -    | -    | -    | -    | -    |
| Volta a Espanha    | -    | -    | -    | -    | -    | -    | -    | -    | -    | -    |
| Mundial em Estrada | -    | -    | 33º  | -    | -    | -    | -    | 5º   | 37º  | -    |

-: não participa

Ab.: abandono